# Torsten Fischer (Theaterregisseur)
Torsten Fischer (* 26. April 1958 in Berlin) ist ein deutscher Theaterregisseur und Theaterintendant.

## Leben und Wirken
Fischer wollte ursprünglich Maler werden, studierte dann aber Biologie und Chemie für höheres Lehramt an der Freien Universität Berlin. Von 1978 bis 1981 war er Lehrer und Betreuer drogenabhängiger und ausländischer Strafgefangener in der Jugendstrafanstalt der Justizvollzugsanstalt Plötzensee.
Er besuchte häufig Theaterproben und wurde 1981 als Regieassistent und Dramaturg bei Günter Krämer und Hansgünter Heyme am Staatstheater Stuttgart unter Intendant Hans Peter Doll engagiert. Als Gastregisseur war er 1984 als Regieassistent und Dramaturg am Schillertheater Berlin tätig, doch als Krämer 1984 an das Theater Bremen wechselte, folgte er ihm dorthin. 1986 kam es seinetwegen zu Differenzen zwischen Generalintendant Tobias Richter und Krämer, der durchsetzte, dass Fischer als fester Gastregisseur am Haus bleiben konnte.
Als Krämer 1990 Intendant am Kölner Schauspiel wurde, erhielt er die Berufung zum Oberspielleiter der Bühnen der Stadt Köln. Zum Einstand inszenierte er ein Tabori-Projekt mit der Farce Mein Kampf. Weitere Inszenierungen in Köln waren Die Räuber (1991), Kroetz’ Bauerntheater (1991), Hebbels Maria Magdalena (1992), Shakespeares Was ihr wollt (1993) und Racines Phädra (1993). Er förderte die Dramatikerin Marlene Streeruwitz und inszenierte die Uraufführungen von mehreren ihrer Stücke. Als Gastregisseur war Fischer besonders in Wien an mehreren dortigen Theatern aktiv.
Von 1995 bis 2003 hatte er in Köln die Position des Schauspieldirektors inne. Weitere Inszenierungen dort waren unter anderem Liliom (1996), die Uraufführung von Wilfried Happels Mordslust (1996), die Uraufführung von Tankred Dorsts Die Geschichte der Pfeile (1996) und Eugene O’Neills Eines langen Tages Reise in die Nacht (1998).

## Auszeichnungen
1988 und 2005 erhielt Fischer den Karl-Skraup-Preis der Stadt Wien. Beim NRW-Theatertreffen erhielt er 1991 den Inszenierungspreis für die beste Regie (Mein Kampf / Kannibalen) und 1992 den Aufzeichnungspreis für Streeruwitz’ Waikiki-Beach. 2013 erhielt Torsten Fischer den österreichischen Musiktheaterpreis Goldener Schikaneder als bester Regisseur des Jahres 2012 für die Oper Telemaco (Gluck) am Theater an der Wien.